# 藤巻昇
藤巻 昇（ふじまき のぼる、1948年（昭和23年）4月28日 -  ）は、元競輪選手、現在はスポーツ報知北海道総局所属の競輪評論家。現在の山梨県笛吹市石和町出身。日本競輪学校第22期卒業。初出走は1966年1月11日の立川競輪場で初勝利も同日。

## 登録地の変遷
競輪選手としての最初の登録地は山梨県であったが、後に高原永伍らがいた平塚競輪場に練習拠点を移したことから神奈川県へと移籍。さらに1973年からは、夫人の郷里である北海道へと移籍し、以後は函館競輪場をホームバンクとしていた。

## デビューから神奈川時代の藤巻
山梨県立甲府工業高等学校を中退した後、実父の藤巻清一が選手であったことから日本競輪学校を受験し合格。後に弟3人（藤巻清志・藤巻勝・藤巻進） も選手となり、競輪一家としても名を馳せるようになる。当初は山梨登録でデビューしたが、すぐに特別競輪（現在のGI）で活躍を見せるようになり、1968年には第22回日本選手権競輪で準優勝となったが、同じ月に開催された競輪祭新人王戦を優勝し、一躍注目を集めるようになった。
この後に神奈川へ移動し、第13回（1971年）競輪祭競輪王戦でも準優勝を果たすなどしていたが、同期の福島正幸がタイトルを量産していく一方で新人王戦以外のタイトルとは無縁で、「無冠の帝王」と呼ばれたことがあった。
20代前半は福島正幸のコンピューターと呼ばれた理詰めの強さに歯が立たず、競輪競走にイヤ気さし練習そこそこでゴルフにのめり込み、また当時病名もなかった花粉症に春先から毎年悩まされ三強時代はその影に隠れた。
しかし25歳になったある日、ゴルフクラブを川に投げ捨て「いのちがけ」の練習に打ち込みだしたといわれる。

## 涙の特別競輪初優勝
藤巻は1973年より北海道へと移籍したが、後にドン、アニイと呼ばれるほど、競輪界の「大御所」として睨みを利かせるようになったのは、この北海道移籍以後からだといっても過言ではない。
先に特別競輪を制したのは藤巻清志のほう（1975年の高松宮杯競輪）で、藤巻は当時いまだ無冠であったが、上述の通り、1976年に前橋競輪場で初めて開催された特別競輪、第19回オールスター競輪にて、ついに「無冠の帝王」を返上するときがやってきた。
もともと追い込みを主体としていた藤巻が、このオールスター開催の1年ほど前あたりから、先行へと戦法を変えていた。普通、追い込みから先行へと戦法を変えるのは至難の業であるが、藤巻は見事にそれをやってのけた。
オールスター決勝では、当年の世界自転車選手権プロ・スクラッチ（スプリント）銅メダルの菅田順和が3連勝で決勝へと駒を進め、完全優勝に王手がかかっていた。
レースは、前で受けていた菅田に対し、藤巻は清志を連れ、ホームから一気に菅田を叩きに出た。この動きに慌てた菅田は1センターでバランスを崩しズルズルと後退。菅田を抑えきった以上、捲ってくる選手もおらず、藤巻はそのまま逃げ切り。2着に清志が入り、特別競輪史上初の兄弟ワンツーフィニッシュを果たしたことで、マスコミが「兄弟仁義」と銘打った。
悲願の特別競輪初優勝を果たした藤巻はレース後号泣に暮れ、清志がやっとこさ支えている状態だった。つまり藤巻という男はドンと呼ばれる一方で、涙脆い男であったともいえる。しかしこの優勝以後、藤巻は本当に息の長い選手として後にも特別競輪等で大活躍することになる。
さらにこの年、藤巻は生涯ただ一度の賞金王に輝いた（5,674万2,000円）。

## フラワーラインに反旗を翻す
当時の競輪界といえば、ヤング全盛時代と言われる一方で、中野浩一が世界選プロ・スクラッチ（プロ・スプリント）の連覇記録を更新していくなどして、徐々に「中野時代」を築こうとしていた頃でもあった。
しかし一方で中野は地元の九州ではほとんど「孤立無援」の状態であり、世界選で連覇を果たし、1977年には賞金王にも輝いたにもかかわらず、特別競輪はなかなか優勝できなかった。
ましてや、打倒中野浩一を標榜していた「フラワーライン」が丁度本格的にこのあたりから「結成」され、中野は1978年の競輪祭競輪王戦で漸く初の国内タイトルを手にするものの、以後もなかなか特別競輪のタイトルは手にできなかった。
そんな中野に手を差し伸べたのが藤巻であった。
藤巻は中野の連覇時代の初期の頃に世界選へ毎年出場しており、そこで中野と寝食をともにすることにより、中野浩一という男を競輪界のリーダーに仕立ててやらねばならないという気持ちが芽生えたようだ。また、藤巻は、徒党を組んで特定の選手を封じ込めるやり方は競輪の本質から外れているという考えも持っていたようだ。
したがって、フラワーラインが勢力を拡大して、北日本地区も完全に飲み込もうとしていた頃に、藤巻は断固としてフラワーへの協力を拒否。中野をはじめ、愛知の高橋健二や久保千代志ととも世界選繋がりでラインを組むようになり、やがて井上茂徳が台頭してきて九州軍団と呼ばれる一大勢力を築き上げるようになると、藤巻はどちらかといえば中野との繋がりから、九州に「味方」するようになる。
そしてこのことが、フラワーラインという大勢力にくみしないということから、藤巻がドンと呼ばれる所以にもなっていく。ただし同じ北日本地区である菅田順和はフラワーラインに属していたことから袂を分けており、北日本地区のみ両勢力が混在するという特異な状況を生み出した面もある。

## 2度目の特別競輪制覇
藤巻は1980年の第31回高松宮杯競輪決勝では、東西対抗戦の開催でありながら中野にマークし、逃げる吉井秀仁を巡って、中野と吉井マークの山口健治の大競りを尻目に、両者が２センターでともに膨れるとすぐさま吉井の番手に入り込み、ゴール前、鋭く伸びて吉井を差し優勝。吉井の特別競輪3連覇を阻止した。

## 40歳を過ぎても特別競輪で活躍
藤巻はその後もフラワーライン対九州という、当時の競輪二大勢力の背後に存在する「フィクサー」的な存在であり続け、1987年の第38回高松宮杯競輪決勝では3着に健闘。しかもその当時、39歳であった。
今でこそ特別競輪において30代後半の選手が活躍するケースというのは珍しくなくなったが、当時は藤巻の年齢で特別競輪の決勝へと駒を進める選手さえ稀であった。
そればかりか藤巻は40歳を過ぎても特別競輪の決勝進出が3回（最後の1990年・全日本選抜競輪は42歳）もあり、実に、20年以上に亘って特別競輪で第一線として活躍をし続けた。また45歳の時まで最高位のS1格付けを果たしており、これだけ長きに亘って第一線で活躍した選手は、60年近い競輪の歴史を紐解いても、それほどいない。

## 記憶に残る名選手
藤巻の特別競輪の優勝回数は2回。決して多いとはいえないが、藤巻昇という選手は競輪史を語る上において、決して忘れることができない。
もし藤巻がいなければ、中野浩一が果たして「ミスター競輪」として君臨していたかどうか疑問だし、また、現在の競輪選手のトップクラスの「高齢化」の先鞭をつけたのは藤巻だったともいえる。
藤巻は2005年7月17日に出走した函館競輪場でのレースを最後として引退したが、翌2006年から函館競輪場において、弟・清志とともに選手時代の功績を讃えられ、「藤巻兄弟杯」というレースが行われるようになった。
2018年2月1日付で、日本名輪会入りした。

## 主な獲得タイトルと記録
- 1968年 - 競輪祭新人王戦（小倉競輪場）
- 1976年 - オールスター競輪（前橋競輪場）
- 1980年 - 高松宮杯競輪（大津びわこ競輪場）
- 年間賞金王1回 - 1976年
- 通算成績2808走中634勝